# Lepidodexia bivittata
Lepidodexia bivittata is een vliegensoort uit de familie van de dambordvliegen (Sarcophagidae). De wetenschappelijke naam van de soort is voor het eerst geldig gepubliceerd in 1928 door Charles Howard Curran.